# Атанас (тврђава)
Атанас је тврђава која се налази 8km југоисточно од Пирота код села Крупца. Данас има остатака утврде.